# 坎彭萬德山
47°45′21″N 12°22′04″E / 47.75583°N 12.36778°E

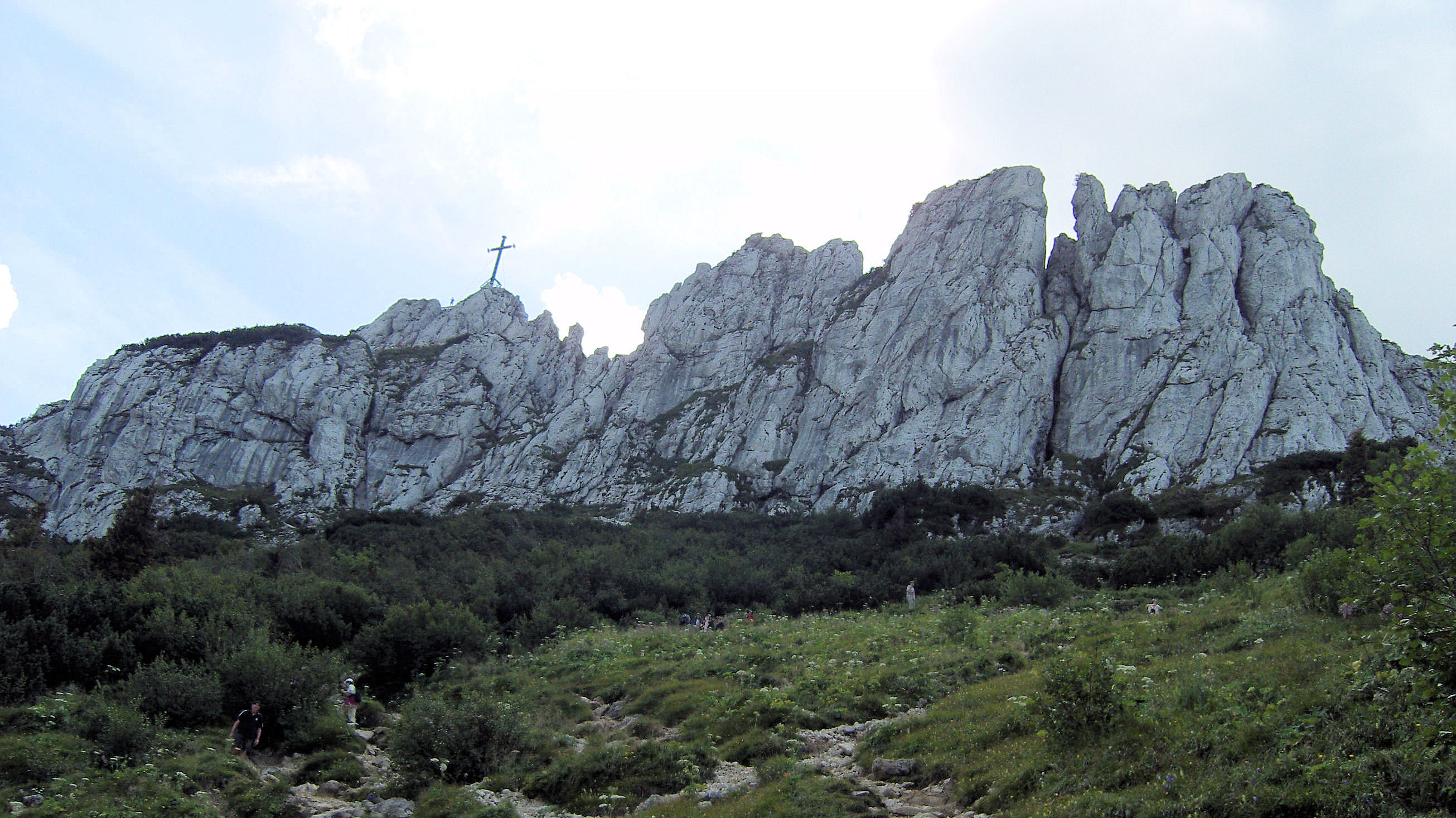

坎彭萬德山（德語：Kampenwand），是德國的山峰，位於該國南部，由巴伐利亞負責管轄，屬於基姆高山脈的一部分，海拔高度1,669米，山體在三疊紀時期形成。
- . peakbagger.com.   [8 March 2015]. （原始内容存档于2019-09-23）.